# Rzepiennik Strzyżewski (gemeente)
De gemeente Rzepiennik Strzyżewski is een landgemeente in het Poolse woiwodschap Klein-Polen, in powiat Tarnowski.
De zetel van de gemeente is in Rzepiennik Strzyżewski.
Op 30 juni 2004 telde de gemeente 6806 inwoners.

## Oppervlakte gegevens
In 2002 bedroeg de totale oppervlakte van gemeente Rzepiennik Strzyżewski 70,23 km², waarvan:
- agrarisch gebied: 73%
- bossen: 20%

De gemeente beslaat 4,96% van de totale oppervlakte van de powiat.

## Demografie
Stand op 30 juni 2004:
| Omschrijving                   | Totaal | Totaal | Vrouwen | Vrouwen | Mannen | Mannen |
| ------------------------------ | ------ | ------ | ------- | ------- | ------ | ------ |
| eenheid                        | aantal | %      | aantal  | %       | aantal | %      |
| inwoners                       | 6806   | 100    | 3438    | 50,5    | 3368   | 49,5   |
| bevolkingsdichtheid (inw./km²) | 96,9   | 96,9   | 49      | 49      | 48     | 48     |

In 2002 bedroeg het gemiddelde inkomen per inwoner 1351,36 zł.

## Administratieve plaatsen (sołectwo)
Kołkówka, Olszyny, Rzepiennik Biskupi, Rzepiennik Strzyżewski, Rzepiennik Suchy, Turza.

## Aangrenzende gemeenten
Biecz, Ciężkowice, Gromnik, Moszczenica, Szerzyny, Tuchów